# NGC 43
NGC 43 es una galaxia lenticular localizada en la constelación de Andrómeda. Tiene un diámetro de aproximadamente 27 kiloparsecs (88,000 años luz) y fue descubierta por John Herschel en 1827.